# Cenchrus myosuroides
Cenchrus myosuroides är en gräsart som beskrevs av Carl Sigismund Kunth. Cenchrus myosuroides ingår i släktet tagghirser, och familjen gräs. Inga underarter finns listade i Catalogue of Life.